# Time Commando
Time Commando é um jogo de ação-aventura desenvolvido pela Adeline Software e publicado pela Electronic Arts na Europa, Activision na América (Estados Unidos e Brasil), Virgin Interactive (Versão do PlayStation) e Acclaim Entertainment (Versão do Sega Saturn) no Japão.
Foi originalmente lançado para PC em 31 de Julho de 1996 na Europa, Estados Unidos e Brasil, e depois portado para PlayStation e lançado em Setembro na Europa e Estados Unidos e em 15 de Novembro de 1996 no Japão. Uma versão Sega Saturn do jogo foi lançada no Japão em 5 de Março de 1998.
Time Commando foi relançado para ser compatível com sistemas operacionais mais novos em 6 de Janeiro de 2012 pela G.O.G (Good Old Games)

## História
O jogo toma início no futuro próximo, onde o exército dos Estados Unidos, com ajuda de uma corporação privada, a OTEGA, criou um tipo de simulador, capaz de simular qualquer forma de combate de qualquer ponto da história.
No entanto, o programador de uma corporação rival infectou o sistema com um vírus. Na introdução do game o vírus é denominado de Predator Virus (ou em português "Vírus Predador"). Este vírus criou uma distorção no tempo, gerando um portal que com o tempo liberava "bactérias", as quais poderiam se espalhar pelo mundo e destruí-lo definitivamente em questão de horas.
Momentos antes do portal explodir o jogador é apresentado a Stanley Opar, o protagonista do game. Integrante do S.A.V.E - Special Action for Virus Elimination (em português "Grupo Especial para Eliminação de Vírus"), Stanley vê o alarme tocar e corre até o portal para examiná-lo, sendo sugado por ele ao aproximar-se demais. Seu objetivo principal é derrotar o vírus, mas para isso ele tem que atravessar diversas épocas da história até chegar ao vírus em si.

## Recepção
Em agosto de 1999, a Time Commando já havia vendido mais de 500.000 unidades.
Os quatro críticos da Electronic Gaming Monthly gostaram do conceito do jogo e das armas que o jogador pode usar em cada época, mas criticaram as animações e a dificuldade em acertar os inimigos devido aos fracos controles e à rolagem de vídeo em movimento total. Crispin Boyer e Sushi-X, em particular, observaram que o jogo é principalmente agradável devido às animações involuntariamente humorísticas. A GameSpot também mencionou problemas com os controles e a animação, mas, de outra forma, foi mais positiva, resumindo que "os impressionantes gráficos 3D do Time Commando e a jogabilidade inovadora trazem ação e aventura no Playstation a alturas estonteantes". Mas ao mesmo tempo concorda que "o impacto visual geral é diminuído por movimentos básicos esfarrapados e esfarrapados". Sua principal crítica foi a velocidade com que o jogo se move sempre que o jogador não está em uma briga, e ele concluiu que o Time Commando é um jogo essencialmente bom, que os jogadores precisariam de uma paciência extraordinariamente alta para desfrutar. Um crítico da Next Generation disse em uma breve revisão que "parece bom, mas é repetitivo, o controle é instável e nunca decola".

## Controle
Enquanto o jogador vai passado pelos diversos níveis do jogo vai coletando várias armas exclusivas de cada período histórico. Como exemplo, na era pré-histórica o jogador utiliza pedras, porretes médios e grandes. No Japão Feudal atira shurikens, usa katanas e espadas longas. No Velho Oeste pode usar revólveres, rifles e dinamite. Os dois níveis da Guerra Moderna têm submetralhadoras e lança-granadas.
Stanley tem uma pequena barra de vida, e no decorrer do jogo podem ser encontradas "bolsas" que adicionam uma barra de vida extra. Em alguns pontos específicos do jogo existe um círculo no chão, ao aproximar-se o jogador verá uma bolha azul emergir, e ao interagir o jogo será salvo naquele ponto, e ao mesmo tempo serão automaticamente usados os chips de computador coletados durante a fase, para diminuir o contador de vírus da época, que fica no topo da tela. O vírus da época é simplesmente uma espécie de timer da missão, o jogador deve completar a missão em certo tempo, caso contrário o vírus se espalha pela fase e o seu personagem morre.

## Itens
- Memória saudável - Há chips azuis de circuitos de memória não infectados pelo vírus. O jogador deve pegar o maior número possível deles.

- Terminal - Cada vez que o jogador está perto de um terminal de carregamento de memória, coloque-se na frente de um desses terminais plasmáticos e pressione o botão de Pesquisa / Ação. Todos os circuitos de memória saudáveis que você tiver coletado será enviado de volta para o computador principal para impedir o vírus de progredir.

- Pontos de Vida (cubos amarelos) - Quando você pisa em um cubo amarelo, você restaura um pouco de energia para as baterias de energia . Mas o poder que você pode ganhar é limitado pelo seu número atual de baterias ( 1-4 ) .

- Pontos de Vida (cubos vermelhos) - Quando você pisa em um cubo vermelho, você ganha o equivalente do valor de uma bateria de pontos de vida . Mais uma vez , a energia adquirida não pode exceder o número de pilhas de energia que você tem atualmente possuir.

- Energia da bateria - Cada bateria de ouro que você se recuperar é adicionado ao seu estoque de pilhas de energia até que o número máximo de pilhas (4) é atingido . Se você pegar uma nova bateria quando você já tem quatro, a nova bateria simplesmente irá se dissipar.

- Vida Extra - O jogo acaba quando o nível da bateria chega a zero, ou quando o vírus contaminou toda a memória do computador do Centro Histórico Tático. No entanto, se você tem uma vida extra, você tem outra chance, vai recomeçar no local onde você morreu. Enquanto o seu personagem piscar, você permanecerá invulnerável. Quando você usa um vida extra, parte da memória infectada é restaurada e suas baterias retornam a energia para o nível máximo. No entanto, você perde uma bateria de seu arsenal .

## Armas
Em cada nível da disputa o jogador tem a possibilidade de coletar várias armas exclusivas do período onde está. Stanley tem uma pequena barra de vida que cresce conforme ele coleta os power-ups pelos níveis. Cada barra significa uma extra vida para Stanley. Enquanto Stanley passa pelos níveis ele se depara com uma barra do tempo no topo da tela, aquilo significa o tempo até que o vírus tome conta completamente, e se esse tempo é atingido Stanley começa a ouvir um barulho ensurdecedor e morre. A dificuldade é um dos fatores que influenciam na rapidez que a barra cresce, porém independente da dificuldade ela pode ser esvaziada, ou diminuída, simplesmente coletando chips de computador pelos níveis do game e depois depositando-os em vários "Orb's," muito semelhantes ao Vortex em que Stanley entra no início do jogo, só que menores, e de cor azul.
Em cada era, Stanley pode usar até cinco armas únicas:
- Pré-História: Pedra*, Osso, Faca, Porrete, Lança, Porrete (maior)

- Império Romano: Adaga, Espada, Funda*, Tridente com Escudo, Machado de Guerra.

- Japão Feudal: leque*, Shuriken*, Katana, Dao, Bola de Fogo*

- Europa Medieval: Estrela d'alva, Espada e Escudo, Espada longa, Besta*, Pergaminho Mágicos*

- Conquistador: Sabre, Alabarda, Espingarda de Pederneira*, Macuahuitl, Zarabatana*

- Velho Oeste: Revólver*, Espingarda*, Winchester (Rifle)*, Dinamite*, Dois Revólveres*.

- Guerras Modernas: Revólver*, Baioneta*, AK-47*, Granada de mão*, Bazuca*.

- Futuro: Pistola laser*, Metralhadora Laser* (ligada ao braço esquerdo de Stanley), Ioiô Mecânico, Granada Atômica*, Traje Espacial.

- Para Além do Tempo: Estrelas de Cristal*.

* arma de uso limitado (até a munição acabar, por exemplo).

## Chefes
- Pré-História: Um urso gigantesco.

- Império Romano: Um touro.

- Japão Feudal: Um lutador de sumô, um dragão e ninjas.

- Europa Medieval: Cavaleiro Negro e um demônio vermelho com asas.

- Conquistador: O Capitão do Navio e Halach Uinic (Governante Maia).

- Velho-Oeste: O Xerife e uma quadrilha de bandidos.

- Guerras Modernas: Um tanque.

- Futuro: Um Alien com partes cibernéticas.

- Para Além do Tempo (Vírus): O "Megatherium", Demônio Vermelho, Alien Verde e ao Tubarão, que é o vírus inserido no começo do jogo.

## Trilha Sonora
A música foi composta por Philippe Vachey. O CD-ROM de PC contém duas músicas:
1. "Jungle Of Time"
2. "The Clock"

Porém durante o jogo cada level possui sua música característica, estas acima são apenas as músicas tocadas no menu do game. As músicas se encontram em formato .midi

## Equipe de Desenvolvimento

### Adeline Software International
- Criado por : Frédérick Raynal
- Chefe de Design : Didier Chanfray
- Gestor do Projeto : Serge Plagnol
- Chefe de Programação : Olivier Lhermite
- Programador : Mickael Pointier
- Programadores Base : Pascal Dubois, Thierry Brochart, Sylvain Truchet
- Programadores Adicionais : Marc Bureau du Colombier, Frantz Cournil
- Design e objetos de animação 3D : Arnaud Lhomme, Paul-Henri Michaud, Sabine Morlat, William Ratajczak, Xavier Wibaut
- Design do Cenário 3D : Virginie Altayrac, Benoit Boucher, Merlin Pardo, Ludovic Rubin
- Cinemáticas : Frédéric Taquet
- Trilha Sonora : Philippe Vachey
- Efeitos Sonoros : Thierry Carron, Christophe Neau
- Contribuidores Especiais : Laurent Salmeron, Yael Barroz
- Chefe dos Testes Beta : Emmanuel Qualid
- Testadores Beta : Jean-Philippe Monie, Thomas Ferraz, Alexis Madinier
- Time do Editorial da Delphine : Philippe Delararre, Anne-Marie Joassim, Victor Perez, Marie-Pierre Meyrignac, Line Pastaleniec, Stephanie Louzier
- Agradecimento Especial : Andre Bertrand, Dany Boolauck, Andrew Corcoran, Paul Cuisset, Howard Marks, John Miles, Paul de Senneville

### Activision
- Produtor : Marc Benett
- Divulgação : Bill Anker, Marc Bennett, Mich Lasky
- Chefes de Marketing : Product Marketing Managers: Henry Siegel, Bob Pettit
- Supervisor do Audio do Intro/Final do Game : Michael Schwartz
- Diálogo do Intro/Final do Game & Sonoplastia : Marc Bennett, Henry Siegel, Raphael Simon, Jay Sosnicki
- Narração da Intro : Jay Sosnicki
- Supervisor de Documentação : Mike Rivera
- Produtores Free-Lancer : Mark Lamia, Adam Goldberg, Frankie Tam
- Especialista de Mídia: Kevin Cohen
- Analista de Games : Bryant Bustamante
- Designer de Embalagem : Jim Bridges
- Relações Públicas : Joanne Blum